# Futbol al Sudan del Sud
El futbol al Sudan del Sud és organitzat per l'Associació de Futbol de Sudan del Sud. Aquesta organitza la selecció de futbol de Sudan del Sud i la lliga de Sudan del Sud de futbol. És l'esport més popular al país.

## Competicions

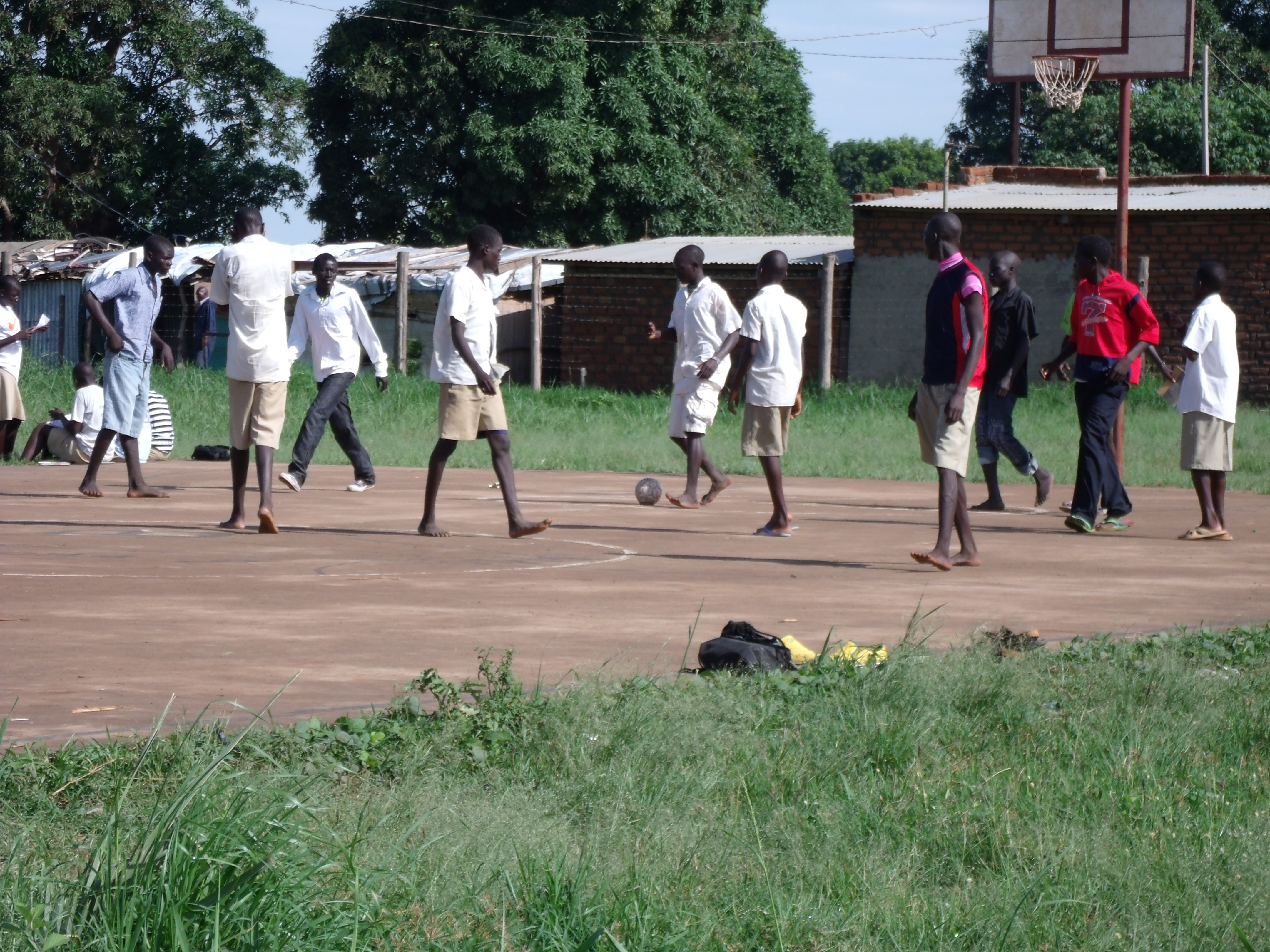
Partit de futbol a Sudan del Sud.

- Campionat de Sudan del Sud de futbol
- Copa de Sudan del Sud de futbol

## Principals clubs
Clubs amb més títols nacionals a 2019.
- Atlabara FC Juba
- Al-Salam FC Wau
- Al-Hilal FC Wau
- Al-Hilal FC Juba
- El-Nasir FC Juba
- Al-Malakia FC Juba
- Al-Merikh FC Juba
- Amarat United FC

## Principals estadis
| # | Estadi         | Capacitat | Ciutat |
| - | -------------- | --------- | ------ |
| 1 | Estadi de Juba | 7.000     | Juba   |
| 2 | Estadi de Wau  | 5.000     | Wau    |